# Berlize
Ne doit pas être confondu avec Berlise.
Berlize est une ancienne commune française du département de la Moselle en région Grand Est. Elle est rattachée à celle de Bazoncourt depuis 1812.

## Toponymie
Anciennes mentions : Bisiza (1065) ; Burlixe (1442) ; Brelise (1491) ; Burlise, Buclise et Burlize (1544) ; Berlisse (xviie siècle) ; Berlixe (1635) ; Berlize (1793),.
En lorrain : Bliche.

## Histoire
À l'époque de l'Ancien régime Berlize dépend des Trois-Évêchés et plus précisément du bailliage de Metz sous la coutume de l'évêché. En 1682, cette localité est le siège d'un fief et d'une justice haute, moyenne et basse mouvant du roi de France.
Sur le plan religieux, Berlize est historiquement une paroisse de l'archiprêtré de Varize, qui dépendait du chapitre de la cathédrale de Metz et avait pour annexes les censes de Fourcheux, Frécourt et Fresnoy.
En 1790, Berlize, Fresnoy et Fourcheux forment une commune qui fait alors partie du canton de Maizeroy dans le district de Boulay. La commune de Berlize est réunie à celle de Bazoncourt par un décret du 21 septembre 1812.

## Politique et administration
| Période                                  | Période | Identité       | Étiquette | Qualité |
| ---------------------------------------- | ------- | -------------- | --------- | ------- |
| an VIII                                  | 1806    | Pierre Goulon  |           |         |
| 1806                                     | ?       | Jean Collignon |           |         |
| Les données manquantes sont à compléter. |         |                |           |         |

## Démographie
| 1793 | 1800 | 1806 |
| ---- | ---- | ---- |
| 135  | 160  | 173  |

## Lieux et monuments
- Chapelle Saint-Matthieu du XIVe siècle